# Teodulo Mabellini
Teodulo Mabellini (Pistoia, le 2 avril 1817 - Florence, 10 mars 1897) est un compositeur italien.

## Biographie
Teodulo Mabellini était le protégé de la grande duchesse Marie-Antoinette. Il a été choisi par Giuseppe Verdi pour composer une section de la Messa per Rossini, à savoir VI. Communion, Lux aeterna pour ténor, baryton et basse.
En 1945, on a donné son nom à l'école communale de musique et de danse T. Mabellini de Pistoia, fondée originellement sous le nom de Scuola di Violino e altri Strumenti en 1858.
Il a eu pour élève le palermitain Salvatore Auteri Manzocchi (it).

## Opéras
- 1836 Matilde e Toledo créé le 27 août à Florence.
- 1840 Rolla créé le 12 novembre à Turin au Teatro Carignano.
- 1841 Ginevra degli Almieri créé le 13 novembre à Turin au Teatro Carignano.
- 1843 Il conte di Lavagna créé le 4 juin à Florence au Teatro della Pergola.
- 1844 I veneziani a Costantinopoli créé à Rome au Teatro Tordinona.
- 1846 Maria di Francia créé le 4 mars à Florence au Teatro della Pergola.
- 1851 Il venturiero créé à Livourne.
- 1852 Il convito di Baldassare créé en novembre à Florence au Teatro della Pergola.
- 1857 Fiammetta créé le 12 février à Florence au Teatro della Pergola.

## Source
- (it) Cet article est partiellement ou en totalité issu de l’article de Wikipédia en italien intitulé « Teodulo Mabellini » (voir la liste des auteurs).